# Xenylla xavieri
Xenylla xavieri es una especie de colémbolos perteneciente a la familia Hypogastruridae. La especie fue descrita por primera vez por Da Gama en 1959. Se puede encontrar en Europa occidental.